# Rudeau-Ladosse
Rudeau-Ladosse település Franciaországban, Dordogne megyében. Lakosainak száma 154 fő (2022. január 1.). Rudeau-Ladosse Connezac, Mareuil en Périgord, Lussas-et-Nontronneau és Saint-Sulpice-de-Mareuil községekkel határos.

## Népesség
A település népessége az elmúlt években az alábbi módon változott:
| Lakosok száma | 268  | 245  | 216  | 167  | 176  | 161  | 160  | 158  | 157  | 154  |
|               | 1968 | 1982 | 1990 | 2006 | 2013 | 2015 | 2017 | 2019 | 2020 | 2022 |